# Djúpumýra
Djúpumýra lub Injector Arena – stadion piłkarski na Wyspach Owczych położony w mieście Klaksvík. Jego pojemność wynosi 3000 miejsc. Na stadionie swoje mecze rozgrywa KÍ Klaksvík.